# یو پوک-هیانگ
یو پوک-هیانگ (انگلیسی: Jo Pok-hyang؛ زادهٔ ۱۵ نوامبر ۱۹۹۲) وزنه‌بردار زن اهل کره شمالی است.